# مونتي بيلو
مونتي بيلو بلدية في ولاية ميناس جيرايس في المنطقة الجنوبية الشرقية من البرازيل.